# Долгая Гребля (Киевская область)
Долгая Гребля (укр. Довга Гребля, до 2016 г. — Ленино) — село, входит в Бориспольский район Киевской области Украины.
Население по переписи 2001 года составляло 20 человек. В 2024 году проживало 5 человек. Почтовый индекс — 08413. Телефонный код — 4567. Занимает площадь 0,09 км².

## Местный совет
08413, Київська обл., Бориспольський р-н, с. Гланишів, вул. Жовтнева,64а